# Leopoldo de Médici
Leopoldo de Médici (em italiano:  Leopoldo de' Medici; 6 de novembro de 1617 – 10 de novembro de 1675) foi um Cardeal italiano, estudioso, patrono das artes e Governador de Siena. 
Era um membro da Casa de Médici, sendo filho mais novo de Cosme II de Médici, Grão-Duque da Toscana. O seu irmão mais velho, Fernando II de Médici, veio a suceder ao pai.

## Biografia
Leopoldo, foi um príncipe Toscano que nasceu no Palácio Pitti em Florença, a capital do Grão-Ducado da Toscana, na altura governado por seu pai, o Grão-Duque Cosme II. A sua mãe, a Arquiduquesa Maria Madalena de Áustria, era irmã de Margarida da Áustria, Rainha da Espanha, e do imperador Fernando II. 
Durante a sua educação, Leopoldo teve como mestres Jacopo Soldano, o padre Flaviano Michelini e Evangelista Torricelli. Quando o seu irmão sucedeu como Grão-Duque, Leopoldo tornou-se seu conselheiro nas áreas económicas, nomeadamente no setor das manufaturas, do comércio e da agricultura. Leopoldo, um discípulo de Galileu, tinha um interesse nos desenvolvimentos que ocorriam na instituição que ajudara a fundar, a Accademia Del Cimento (academia da experimentação), sendo responsável por assinar a correspondência, e seguindo de perto o trabalho de Evangelista Torricelli da Modigliana, inventor do barómetro. 
Como estudioso, tinha grande interesse na ciência e na tecnologia. Em 1638, fundou a Accademia Platonica e, em 1657, conjuntamente com o seu irmão mais velho Fernando, a Accademia del Cimento (também chamadas de "Academia dos Ousados") para promover a observação da natureza através dos métodos de Galileu. Em 1641 Leopoldo fora nomeado membro da Accademia della Crusca, para a qual colaborara escrevendo os artigos sobre arte que constam da 3.ª edição do Dicionário Crusca (1691).
Leopoldo era também um colecionador de livros raros, pinturas (a coleção Veneziana hoje existente nas Galerias Uffizi foi doada por ele), desenhos, estátuas, moedas e auto-retratos.
Leopoldo, deixou ainda uma vasta correspondência trocada com artistas e colecionadores de arte do seu tempo. Manteve uma longa correspondência com Christiaan Huygens.
Ele testou lentes de telescópio e todos os tipos de instrumentos científicos, patrocionando outros equipamentos como termómetros, astrolábios, calorímetros, quadrantes, higrómetros, quadrantes e outros dispositivos mecânicos que hoje, os visitantes do Palácio Pitti, podem observar em tal profusão. Leopoldo passava quatro horas por dia "afogado em livros até ao pescoço".

## Elevação a cardeal e fim de vida
A 12 de dezembro de 1667, o Papa Clemente IX nomeou-o cardeal de Santos Cosme e Damião. A partir desse momento, Leopoldo passou a fazer frequentes visitas a Rome, dando continuidades aos seus interesses artísticos.
Veio a falecer em 1675. As suas coleções artísticas e científicas foram distribuídas por diversos museus de Florença.

## Títulos, tratamentos e honras
- 6 de novembro de 1617 - 12 de dezembro de 1667: Sua Alteza o Príncipe Leopoldo
- 12 de dezembro de 1667 - 16 de novembro de 1675: Sua Alteza Leopoldo Cardeal de Médici

## Ligações Externas
- Documentos sobre a família Médici – arquivo online

| Leopoldo de Médici Casa de MédiciNascimento: 6 de novembro 1617 Morte: 10 de novembro 1675 |                               |                                |
| Cargos políticos                                                                           |                               |                                |
| Precedido por: Matias de Médici                                                            | Governador de Siena 1636-1641 | Sucedido por: Matias de Médici |
| Precedido por: Matias de Médici                                                            | Governador de Siena 1643-1644 | Sucedido por: Matias de Médici |